# Relations entre le Bangladesh et le Maroc
Les relations entre le Bangladesh et le Maroc désignent les relations bilatérales de la république populaire du Bangladesh et du royaume du Maroc, Majid Halim est l'ambassadeur du Maroc au Bangladesh depuis 2016.

## Histoire
Le voyageur du XIVe siècle, Ibn Battûta, a passé quelques mois au Bengale pour explorer le port de Chittagong et rencontrer le Shah Jalal (en) de Sylhet. Étant en bons termes avec le sultan de Delhi, Battûta évite de rencontrer le sultan du Bengale Fakhruddin Mubarak Shah (en) qui est en rébellion ouverte contre le sultanat de Delhi, bien qu'il le qualifie d'« homme éminent, aimable avec les étrangers et les pauvres ». Il a mentionné dans son livre que des Maghrébins vivaient au Bengale à cette époque, principalement en tant que commerçants. Il parle d'un certain Muhammad al-Masmudi, qui y vivait avec sa femme et son serviteur.
Le 13 juillet 1973, le Maroc a reconnu le Bangladesh comme une nation indépendante. Le 11 décembre 1988, le Maroc a ouvert son ambassade à Dacca, la capitale du Bangladesh, et le 28 août 1990, le Bangladesh a ouvert son ambassade à Rabat, la capitale du Maroc,. Le Premier ministre du Bangladesh, Sheikh Hasina, a visité le Maroc en 2016 afin d'y assister à une conférence sur le changement climatique. Hasina a prononcé un discours lors de la conférence à laquelle ont participé les dirigeants de 80 pays du monde entier. Elle a proposé la création d'un fonds pour soutenir les objectifs en matière d'eau et d'assainissement définis dans la plate-forme des objectifs de développement durable des Nations unies.

## Relations économiques
Le Bangladesh a exporté des marchandises pour une valeur de 4,4 millions de dollars et a importé des marchandises pour une valeur de 148 millions de dollars au Maroc. Ce chiffre représente principalement les exportations de jute, l'une des matières premières dont le Bangladesh est richement doté.